# آن‌سوی آینه (لاست)
آن‌سوی آینه فینال فصل سوم سریال تلویزیونی لاست از ای‌بی‌سی است که از قسمت های ۲۲ و ۲۳ فصل سوم تشکیل شده است. همچنین به طور کلی قسمت ۷۱ و ۷۲ است. این فیلم توسط خالق/تهیه‌کننده اجرایی دیمون لیندلوف و تهیه‌کننده اجرایی کارلتون کیوس نوشته شده است و توسط تهیه کننده اجرایی جک بندر کارگردانی شده است. زمانی که برای اولین بار در ۲۳ می ۲۰۰۷ در ایالات متحده و کانادا پخش شد، به طور متوسط ۱۴ میلیون بیننده آمریکایی آن را تماشا کردند. مانند دو قسمت پایانی فصل قبل، دو ساعت با تبلیغات، دوبرابر طول یک قسمت معمولی بود. هنگامی که بر روی دی‌وی‌دی منتشر شد به دو قسمت جداگانه ویرایش شد. به عقیده برخی، پایان فصل یکی از بهترین قسمت‌های تلویزیونی است که تاکنون پخش شده است. این قسمت تعدادی جوایز و نامزدی از جمله سه نامزدی جوایز امی ساعات پربیننده و نامزدی جایزه انجمن کارگردانان آمریکا را به دست آورد.

## داستان
این اپیزود روایت خود را در اواخر دسامبر ۲۰۰۴، بیش از نود روز پس از سقوط پرواز ۸۱۵ اوشنیک ایرلاینز آغاز می‌کند. نبرد بین بازماندگان تصادف و ساکنان جزیره خطرناک و مرموز به نام «دیگران» با حمله ده نفر از دیگران به اوج خود می‌رسد و سپس در کمپ بازماندگان کمین می‌کنند و متعاقباً کشته می‌شوند. در همین حال، جک شپرد (با بازی متیو فاکس) اکثر بازماندگان را به برج رادیویی جزیره هدایت می‌کند تا با یک کشتی نزدیک ارتباط برقرار کنند. تلاقی با این داستان صحنه‌های خارج از جزیره است که جک را که تا حد خودکشی افسرده شده و به مسکن‌ها معتاد شده است را به تصویر می‌کشد.

### دنباله‌های فلش
نشان داده شده است که جک افسرده، ریش دارد، به شدت الکل می‌نوشد و به اکسی‌کدون معتاد است. جک پس از خواندن در مورد مرگ کسی که می‌شناخت، به نظر می‌رسد که آماده خودکشی با پریدن از پل خیابان ششم است. با این حال، قبل از اینکه او بپرد و به سمت قربانیان برود، یک تصادف اتومبیل آتشین روی پل رخ می‌دهد. در نهایت مشخص شد که راننده پس از حواس پرتی توسط جک تصادف کرده است. بعداً جک از مراسم یادبود شخصی که در موردش خوانده بود بازدید می‌کند و خود را تنها شرکت‌کننده در آنجا می‌بیند. در آخرین فلش، کیت ظاهر می‌شود و جک با او درباره جزیره بحث می‌کند. در یک پایان پیچیده، مشخص می‌شود که سکانس‌ها در واقع آینده‌نمایی هستند تا گذشته‌نمایی. جک در مورد مراسم یادبود به کیت می‌گوید، اما کیت با رفتاری دور از او، به سردی پاسخ می‌دهد که اگر می‌دانست نمی‌رفت. جک همچنین در مورد استفاده از «گذرنامه طلایی» که از خطوط هوایی اوشنیک برای پرواز رفت و برگشت در سراسر اقیانوس آرام هر جمعه صحبت می‌کند، به این امید که در جزیره سقوط کند. جک از اینکه باید دروغ بگویند و اینکه آنها هرگز نباید می‌رفتند، ناله می‌کند. با این حال، کیت مخالفت می‌کند و در حالی که جک فریاد می‌زند که آنها باید برگردند، آنجا را ترک می‌کند.
دیگران قصد حمله به کمپ و ربودن زنان باردار را برای تحقیقات علمی دارند.  کارل «دیگران» (بلیک باشوف) به بازماندگان هشدار می‌دهد که دیگران قصد دارند را با چادرهای دینامیت‌دار بکشند.  سعید جراح (نوین اندروز)، جین کوون (دانیل دای کیم) و برنارد نادلر (سم اندرسون) در ساحل باقی می‌مانند و وظیفه تیراندازی به چادرها را بر عهده می‌گیرند و بقیه بازماندگان به همراه دانیل روسو (میرا فورلان) برای برقراری ارتباط با کشتی نزدیک نائومی دوریت (مارشا توماسون) به سمت برج رادیویی می‌روند.
بقیه می‌رسند و در حالی که سعید و برنارد چادرهایشان را منفجر می‌کنند، جین هدفش را از دست می‌دهد که منجر به دستگیری آنها می‌شود.  پس از شنیدن تنها دو انفجار، ساویر (جاش هالووی) و جولیت برک (الیزابت میچل) به عقب برمی‌گردند تا ببینند آیا می‌توانند کمک کنند. هرلی (خورخه گارسیا)، که به دلیل وزنش اجازه نداشت سایر و ژولیت را همراهی کند، ون را که پیدا کرده بود به ساحل می‌راند، و اسیران دست بالا را به دست می‌آورند و بقیه را با کمک ساویر و ژولیت، تام (ام سی. گینی) تسلیم می‌شود اما ساویر به هر حال به او شلیک می‌کند.
در آینه ، ایستگاه تحقیقاتی ابتکار دارما ، چارلی پیس (دومینیک مانهن) توسط ساکنین دیگر گرتا (لانا پاریلا) و بانی (تریسی میدندورف) دستگیر می‌شود. بن لینوس (مایکل امرسون) از نفوذ چارلی باخبر می‌شود و میخائیل باکونین (اندرو دیووف) را به ایستگاه می‌فرستد تا سه نفر را بکشد تا از پارازیت سیگنال جلوگیری کند. میخائیل از راه می‌رسد و گرتا و بانی را می‌کشد، اما دزموند هیوم (هنری ایان کیوسیک) با تفنگ نیزه‌ای به سینه‌اش شلیک می‌کند که پس از مدت کوتاهی پس از چارلی از گنجه‌ای که در آن پنهان شده بود بیرون می‌آید. چارلی با دریافت کد از بانی قبل از مرگ (یادداشت‌های هشت وسطی «ارتعاشات خوب» توسط بیچ بویز)، پارازیت را غیرفعال می‌کند و پنی ویدمور (سونیا والگر) از طریق انتقال ویدیو با او تماس می‌گیرد. پنی به چارلی اطلاع می‌دهد که نائومی را نمی‌شناسد و قایق را که نائومی ادعا می‌کند از آن است فرستاده نشده است. میخائیل علیرغم مجروحیتش موفق می‌شود از ایستگاه خارج شود و پنجره اتاق پارازیت را با نارنجک منفجر می‌کند و خود را می‌کشد و سیل اتاق ارتباطات را فرا می‌گیرد.  چارلی در را قفل می‌کند تا دزموند را از غرق شدن نجات دهد، اما قبل از غرق شدن، چارلی روی دستش می‌نویسد تا دزموند بتواند بخواند: «قایق پنی نیست».
جان لاک (تری اوکوئین)، یکی از بازماندگان، توسط بن مورد اصابت گلوله قرار گرفته است.  لاک که دوباره پاهایش را فلج می‌بیند، در شرف خودکشی است که به نظر می‌رسد والت لوید (مالکوم دیوید کلی) او را متوقف می‌کند. والت به جان می‌گوید که از پاهایش استفاده می‌کند و «کار برای انجام دادن» دارد. در همین حال، بن به ریچارد آلپرت (نستور کاربونل) می‌گوید که بقیه دیگران را به «معبد» هدایت کند و سپس دیگران را به همراه دختر خوانده‌اش الکس (تانیا ریموند) – دختر روسو و دوست دختر کارل  – ترک می‌کند تا با هم ملاقات کنند. با بازماندگان تا جک را متقاعد کنند که کشتی نائومی را برای نجات فرا نخواند.
کیت از اینکه ساویر نمی‌خواهد او برای نجات سعید، جین و برنارد با او به ساحل برگردد ناراحت است. جک به او می‌گوید این به این دلیل است که سایر سعی می‌کرد از او محافظت کند. وقتی از او می‌پرسد که چرا جک از ساویر دفاع می‌کند، جک به کیت اطلاع می‌دهد که به این دلیل است که او را دوست دارد. کیت همچنین شاهد یک بوسه بین او و جولیت بود. بن و الکس گروه جک را رهگیری می‌کنند. بن به جک اطلاع می‌دهد که نائومی آن چیزی نیست که او می‌گوید، و برقراری ارتباط با قایق او برای همه فاجعه‌آمیز خواهد بود. بن دستور تیراندازی به سید، جین و برنارد را می‌دهد و وقتی جک سه تیر را می‌شنود، به بن حمله می‌کند و چندین مشت به صورت او می‌زند. جک بدون اینکه اطلاع داشته باشد، پس از دستورات قبلی بن، گلوله‌ها به ماسه‌های ساحل شلیک شده بودند. روسو با دختر شانزده ساله‌اش الکس، که توسط دیگران اندکی پس از تولد او ربوده شد، ملاقات می‌کند،  و آنها بن را می‌بندند. مهمانی راهپیمایی که اکنون قادر به دریافت سیگنال است، به برج رادیویی می‌رسد. روسو سیگنال درخواست کمک خود را غیرفعال می‌کند و فرکانس را برای نائومی آزاد می‌کند. با این حال، نائومی توسط لاک از پشت مورد اصابت چاقو قرار می‌گیرد و او تهدید می‌کند که در صورت تماس با قایق نائومی، جک را خواهد کشت. لاک نمی‌تواند خود را مجبور به کشتن جک کند که با جورج مینکوفسکی (فیشر استیونز) در قایق نائومی ارتباط برقرار می‌کند. مینکوفسکی به بازماندگان می‌گوید که نجات خواهند فرستاد. 

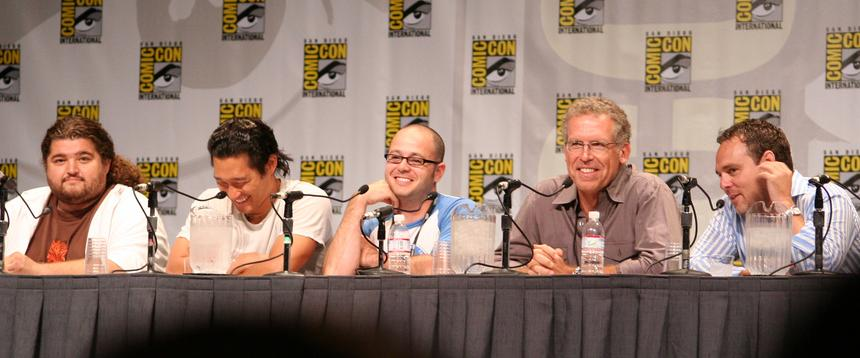
از چپ به راست: بازیگران خورخه گارسیا و دنیل دائه کیم با تهیه کنندگان اجرایی دیمون لیندلوف، کارلتون کیوس و برایان بورک

عنوان اپیزود کنایه‌ای از رمان لوئیس کارول، آن‌سوی آینه و اشاره‌ای به ایستگاه ساختگی ابتکار دارما است که در قسمت قبلی نمایش داده شد. تیراندازی در ۱۳ آوریل ۲۰۰۷ آغاز شد  و در ۷ می ۲۰۰۷ پایان یافت.  نویسندگان آنقدر از برنامه عقب‌مانده بودند که بخش‌هایی از قسمت فیلمبرداری شد در حالی که قسمت‌های بعدی هنوز در حال نگارش بود.  فیلمبرداری بیشتر در اوآهو ،هاوایی ،با صحنه‌های اضافی در لس‌آنجلس انجام شد.  صحنه‌های بیمارستان در همان مجموعه‌هایی که برای نمایش آناتومی گری در شبکه ای‌بی‌سی استفاده شد، فیلم‌برداری شد.
علیرغم اینکه در بیانیه مطبوعاتی رسمی ذکر نشده است،  مالکوم دیوید کلی ۱۵ ساله، که یکی از بازیگران اصلی فصل 1 بود، بازگشت تا نقش خود را در نقش والت لوید ۱۰ ساله،  بازی کند.  و اعتبار به عنوان «ستاره مهمان ویژه» دریافت کرد. شخصیت کلی در قسمت پایانی فصل دوم،  تنها ۲۶ روز قبل از رویدادهای «آن‌سوی آینه» جزیره را ترک کرده بود. با این حال، کلی بیش از یک سال بود که یک قسمت را فیلمبرداری نکرده بود. در تک صحنه خود، والت به وضوح بزرگ شده است، بلندتر به نظر می‌رسد و صدای عمیق‌تری دارد.  تهیه کنندگان امیدوار بودند که هارولد پرینو، بازیگر نقش پدر والت، مایکل داوسون، در این قسمت بازگردد، اما او مشغول فیلمبرداری خلبان برای شیاطین سی‌بی‌اس بود.  دیمون لیندلوف و کارلتون کیوز به ترتیب صدای خود را برای نقش های دیده نشده کاپیتان پرواز و گوینده اخبار قرض دادند. 

مجموعه اتاق ارتباطات آینه

این قسمت داستان مرگ چارلی را به پایان رساند که در اوایل فصلی که دزموند مرگ چارلی را پیشگویی کرد آغاز شد. در طول فصل، چارلی از مرگ فرار کرد. با این حال، دزموند به چارلی گفت که او باید بمیرد تا دوست دخترش، کلر لیتلتون ، از جزیره نجات یابد.  خط داستانی مرگ چارلی در حین تولید قسمت آخر فصل دوم ،  پس از پایان خط داستانی اعتیاد به مواد مخدر چارلی شکل گرفت.  خبر مرگ شخصیت او دو قسمت قبل به مانهن منتقل شد،  که مانهن از آگاهی از آینده شغلش در سریال احساس «آرامش» کرد.  در شب دوم به آخرین روز مانهن در صحنه فیلمبرداری، یک پارو قایق‌رانی که توسط بازیگران و خدمه ساخته شده بود به او اهدا شد. مانهن امیدوار بود که به عنوان ستاره مهمان در فلش‌بک‌ها یا رویاها به لاست بازگردد.
جک بندر اظهار داشت که متیو فاکس «واقعاً جسم و روحش را به داستانی که می‌گوید متعهد می‌کند» و فاکس این سوال را مطرح کرد که آیا تا به حال بیشتر از زمان فیلم‌برداری اپیزود دوگانه خسته بوده است.  مانند دیگر فینال‌های فصل لاست ، آخرین صحنه صخره‌هانگر با نام رمز - «مار زنگی در صندوق پست» - و کاملاً محرمانه بود.  بعد از اینکه لیندلوف و کیوز صحنه را نوشتند، فقط فاکس، لیلی، بندر و ژان هیگینز، تهیه کننده همکار، نسخه هایی از فیلمنامه دریافت کردند. صحنه با یک کروما کی در پارکینگ متروکه هونولولو با ویرایش فرودگاه گرفته شده است.  با وجود تدابیر امنیتی، خلاصه کامل و دقیق قسمت بیش از یک هفته قبل از پخش قسمت آنلاین آپلود شد.  دیزنی این نشت اطلاعات را بررسی کرد. این نشت باعث شد لیندلوف و کیوز وارد «سکوت رادیویی» شوند که به طور موقت در کامیک-کان سن دیگو ۲۰۰۷ شکسته شد  سالن تشییع جنازه‌ای که جک از آن بازدید می‌کند "Hoffs/Drawlar" نامیده می شود که شبیه «آینه‌نمایی» است. ایده آینده‌نمایی توسط خالقان لیندلوف و آبرامز در زمان ایده‌پردازی نمایش مطرح شد.  با این حال، کیوس و لیندلوف تنها در پایان فصل اول، پس از اینکه متوجه شدند که فلش‌بک‌ها در نهایت افشاگر نیستند و می‌دانستند که در نهایت باید به فلش فوروارد روی بیاورند، شروع به تجلی ایده کردند.  با اعلام این که سریال ۴۸ قسمت بعد از «آن‌سوی آینه» به پایان می‌رسد،  آنها احساس راحتی می‌کردند که در اوایل فصل سوم، فلش فوروارد بازی کنند.
پس از تولید در ۲۱ می ۲۰۰۷ به پایان رسید، تنها دو روز قبل از پخش در تلویزیون. آهنگ توسط مایکل جیاکینو، نوازنده سریال ساخته شده است، در حالی که موسیقی محبوب نیز در سراسر قسمت پخش می‌شد.  چارلی همچنین آهنگی را در این قسمت می‌خواند که توسط دامینیک مانهن، که نقش او را بازی می‌کند، نوشته شده است. پایان فصل لاست تقریباً دو برابر میانگین قسمت لاست است. به دلیل طولانی‌بودن اپیزود، در برخی کشورها به دو قسمت تقسیم شد و زمانی که به صورت دی‌وی‌دی منتشر شد. برخلاف اکثر قسمت‌ها، این قسمت در ابتدای اپیزود که برای اولین‌بار پخش شد، خلاصه‌ای از «پیشتر در لاست نمایش داده شد…» نداشت. با این حال، در ابتدا یک کلیپ نمایشی با عنوان «گمشده: پاسخ ها» که فصل سوم را بازخوانی می‌کرد، انجام شد.  کیوز گفت که او و لیندلوف فکر می‌کنند که فینال «بسیار باحال [و] ما به آن بسیار افتخار می‌کنیم.»  استفن مک فرسون، رئیس ای‌بی‌سی انترتینمنت، «آن‌سوی آینه» را «یکی از بهترین قسمت‌های» سریال نامید. سرگرمی خانگی والت دیزنی «آن‌سوی آینه» را در مجموعه دی وی دی و دیسک بلوری فصل در ۱۱ دسامبر ۲۰۰۷ در منطقه ۱ منتشر کرد.  فیلمی به نام « لاست: در موقعیت مکانی» شامل بازیگران و گروهی است که درباره تولید قسمت‌های منتخب از جمله «از میان شیشه‌های نگاه» صحبت می‌کنند. این قسمت برای اولین بار در ۳۰ ژانویه ۲۰۰۸ تکرار شد، با متن روی صفحه در یک سوم پایین صفحه، شبیه به ویدیوی پاپ آپ وی‌اچ‌وان .  این پاپ‌آپ‌ها به دلیل اعتصاب انجمن نویسندگان آمریکا در سال‌های ۲۰۰۷-۲۰۰۸ توسط نویسندگان لاست نوشته نشدند. آنها توسط شرکت بازاریابی مت/هودر نوشته شده‌اند.  این نسخه پیشرفته توسط تقریباً ۹ میلیون آمریکایی مشاهده شد.

## پذیرایی

### رتبه‌بندی‌ها
در ایالات متحده، این قسمت بهترین رتبه‌بندی را برای لاسا در پانزده قسمت به ارمغان آورد. پخش دو ساعته چهارشنبه از شبکه ای‌بی‌سی، لاست را با میانگین ۱۳٫۸۶ میلیون بیننده آمریکایی به چهارمین سریال پربیننده هفته تبدیل کرد، که کمتر از میانگین فصل سوم ۱۴٫۶ میلیون نفر بود.  ساعت اول ۱۲٫۶۷ میلیون نفر تماشا کردند و تماشاگران در ساعت دوم به ۱۵٫۰۴ میلیون نفر افزایش یافتند. این قسمت امتیاز ۵٫۹/۱۵ را در جمعیت ۴۹-۱۸ بزرگسالان کلیدی دریافت کرد.  در بریتانیا ، این اپیزود ۱٫۲۱ میلیون بیننده جذب کرد و دومین برنامه پربیننده هفته در کانال های غیرزمینی بود که تنها توسط کیتی و پیتر: فصل بعدی شکست خورد.  در استرالیا ، لاست سی و هفتمین برنامه پر بیننده هفته بود که ۱٫۱۷ میلیون بیننده داشت.  در کانادا ، این قسمت برای نیمه اول با ۹۱۱۰۰۰ بیننده در رده شانزدهم و برای نیمه دوم با ۹۳۸۰۰۰ بیننده در رده پانزدهم قرار گرفت. قسمت ها قبل و بعد از امریکن آیدل پخش شد. 

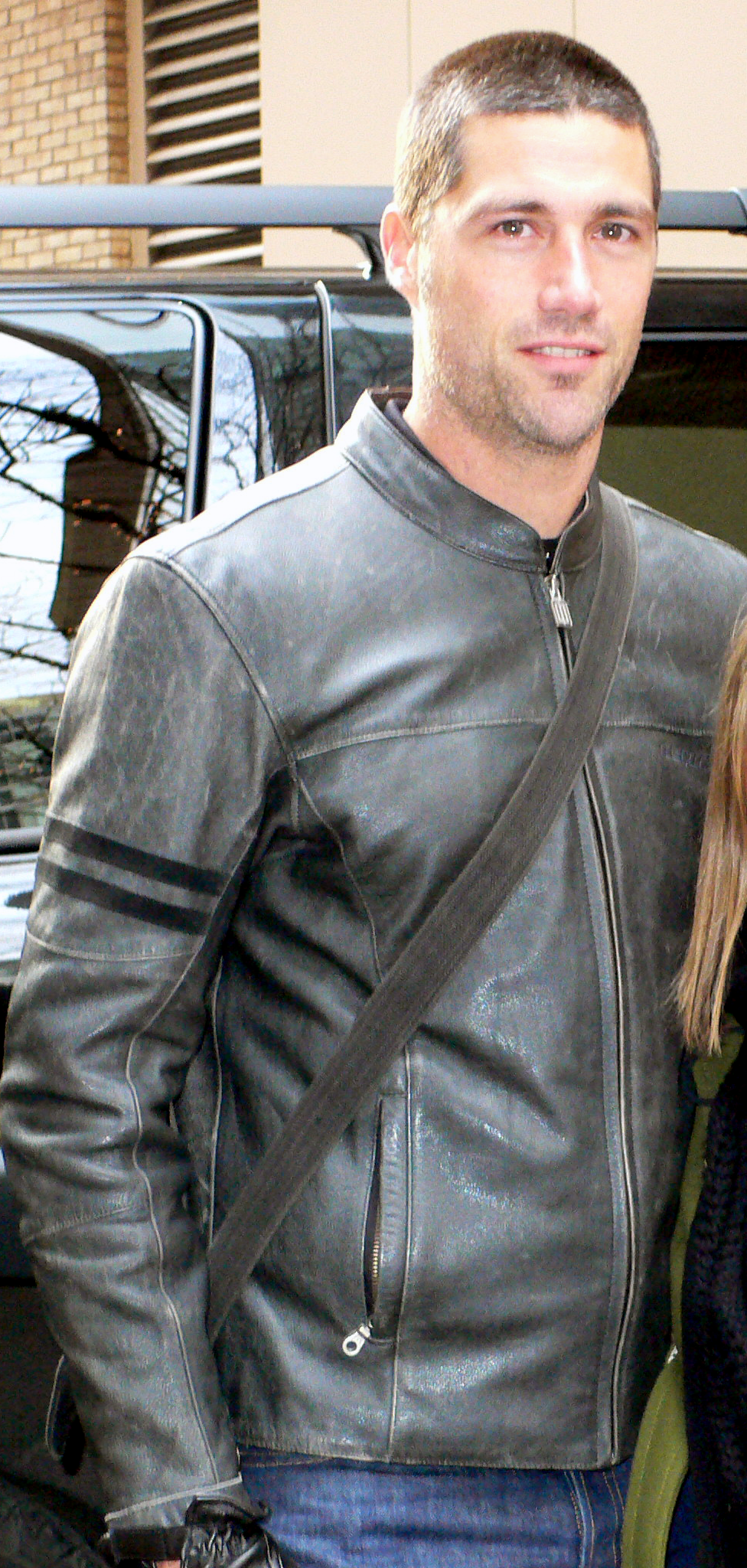
بادی تی وی اجرای اصلی فاکس را به عنوان «شایسته امی» تحسین کرد

این اپیزود تحسین منتقدان جهانی را برانگیخت. لس آنجلس‌تایمز نوشت که این اپیزود «یک نظافت چشمه پر از اکشن و غیرمعمول بود که ... تعداد زیادی از ... شخصیت ها را مرده بود»،  اکسس آتالانتا گفت: «عمیقاً رضایت بخش بود. ساعت اول کمی آهسته شروع شد، اما ساعت دوم دارای پیچش‌های عالی، لحظات فوق‌العاده احساسی، هم شاد و هم غمگین بود» و آسوشیتد پرس گفت که «قسمت قدرتمند پایان فصل سریال را با زیرکی و دسیسه‌ای که در وهله اول آن را بسیار اعتیاد آور کرد.»  سان فرانسیسکو کرونیکل نوشت: «نه تنها سرعت، تمسخرها و پاسخ‌ها زیاد بود، بلکه نویسندگان قمار قانع‌کننده‌ای را انجام دادند... [با گفتن] به بینندگان که در آینده... شاید همه... مردم جزیره لاست پیاده‌شدن آنها به خواسته خود می‌رسند. اما در جک، راهنمای ما در این مجموعه، نویسندگان به طور قطعی می گویند، «مواظب آنچه می‌خواهید باشید.»  مرکوری نیوز فینال فصل را «تمرینی شگفت انگیز در داستان سرایی خوب» نامید.  پیتسبورگ پست گزت اظهار داشت که فلش فوروارد «پیچ و خم به حماسه با شروع حرکت خود به سوی پایان سال ۲۰۱۰ شتابی تازه بخشید.»  قسمت پایانی فصل به‌عنوان «مطمئناً یک ذهن‌افکن، دو ساعت رادیکال که به ما فیک‌آوت‌های بزرگ، ارتشی از اجساد مرده، امکان نجات [و] پرتره‌های متنوع قهرمانی را به ما داد» توسط بوستون گلوب خلاصه شد. وی افزود که مرگ چارلی «تاثیرگذارترین باخت سریال تاکنون» بوده است.  پالم بیچ پست  و ویزارد آن را «بهترین کلیف هنجر» سال ۲۰۰۷ نامیدند  شیکاگو تریبون آن را «یک موفقیت واجد شرایط» با سرعت و اکشن عالی خواند، با این حال، صحنه های فلش فوروارد غیر جالب و «دست و پا چلفتی» تصور می‌شد.  تایم این قسمت را به عنوان بهترین اپیزود سال ۲۰۰۷  و «مار زنگی در صندوق پست» را به عنوان یکی از ده بهترین صحنه تلویزیونی در سال ۲۰۰۷ رتبه‌بندی کرد.
فوتون کریتیک این قسمت را اولین قسمت در لیست سالانه «۵۰ قسمت برتر» سایت قرار داد. ئی! گفت که «آن‌سوی آینه» احتمالاً «بهترین اپیزود کل سریال» بوده است.  راهنمای تلویزیون «آن‌سوی آینه» را به‌عنوان «تمرینی سرگیجه‌آور در ماجراجویی، تنش پایدار و قالی‌کشی با تغییر زمان [که] تولید تماشایی، کارگردانی شگفت‌انگیز و بازی باشکوهی بود» توصیف کرد.  آی‌جی‌ان به اپیزود دوگانه یک ۱۰/۱۰ بی‌نقص داد  – بهترین نقد فصل – و گفت که «چیزی از یک شاهکار داستان‌گویی با روایتی درخشان نیست».  آی‌جی‌ان به این نتیجه رسید که فلش فوروارد «بزرگترین شوک» در تلویزیون سال ۲۰۰۷ بود.  هم آی‌جی‌ان و هم لس‌آنجلس تایمز بعداً «آن‌سوی آینه» را به عنوان دومین قسمت بهترین قسمت لاست ، پس از «ثابت» اعلام کردند. بادی تی وی غیرقابل پیش‌بینی بودن را ستود و گفت که «هیچ برنامه دیگری حتی نمی تواند کاری را انجام دهد که لاست انجام می دهد.» بادی تی وی بعداً «از میان شیشه‌ای» را بهترین پایان سال ۲۰۰۷ و مرگ چارلی را غم‌انگیزترین مرگ تلویزیونی سال ۲۰۰۷ نامید  «آن‌سوی آینه» «انتخاب سردبیر» توسط تی‌وی.کام برای «بهترین قسمت» سال ۲۰۰۷ بود  تیم تلویزیونی ای‌او‌ال به قسمت ۷/۷ داد و خاطرنشان کرد که «نویسندگان پیش‌بینی‌های دزموند را دنبال کردند و با موفقیت بازی مورد انتظار را تغییر دادند.»  تلویزیون بدون ترحم به قسمت پایانی فصل سوم "A" داد.  سیدنی مورنینگ هرالد نوشت که لاست «ممکن است [ کوسه ] را با [فلاش فوروارد] از جا پریده باشد.»  انترتینمت ویکلی آن را به‌عنوان یکی از ده قسمت برتر سال ۲۰۰۷ رتبه‌بندی کرد،  و گفت که کلیفهنگر «ابعاد جدیدی را در جهان خلاق [لاست] آشکار کرد.»  زیپ‌۲آی‌تی این سوال را مطرح کرد که آیا باید عمیقاً ناامید (دوباره)، واقعاً، واقعاً گیج (احتمال مشخص) یا فقط در ترس از ذهن باورنکردنی - (اهم) دونده‌های نمایش…  نوشتن برای لاک مورد انتقاد قرار گرفت و یکی از نویسندگان آی‌جی‌ان گفت که «غیرمنطقی به نظر می‌رسد که او برود و از پشت به نائومی خنجر بزند بدون اینکه خودش توضیحی بدهد.»  لیندلوف اظهار داشت: «ممکن است مایل باشیم [لاک] در مقابل هر اقدامی که او در پاسخ به [دروغ گفتن، شلیک گلوله، در گودال اجساد دارما به مدت دو روز و در آستانه جان باختن خود] انجام دهد، از شک و تردید بهره‌مند شویم. ، حتی اگر کمی «خارج از شخصیت» در نظر گرفته شود. کارگردان و نویسنده سینما و تلویزیون، کوین اسمیت، گفت که «انجام دادن فصل و سپس پرتاب ناگهانی یک توپ منحنی عظیم، به‌طور چشمگیری رضایت‌بخش است، فقط باید کلاه خود را به شکلی بزرگ برای نویسندگان برمی‌دارید».

### جوایز
این قسمت نامزد بهترین کارگردانی، نویسندگی برجسته و ویرایش تصویر تک دوربین برجسته برای یک سریال درام برای پنجاه و نهمین دوره جوایز پرایم تایم امی شد، اما نتوانست در هیچ یک از دسته ها برنده شود. این قسمت همچنین برای بررسی برای سریال درام برجسته ارسال شد.  با این حال، نامزد نشد.  جک بندر برای کار در این قسمت نامزد دریافت جایزه انجمن کارگردانان آمریکا برای کارگردانی برجسته - سریال درام شد.